# Carl Georg Riedesel zu Eisenbach

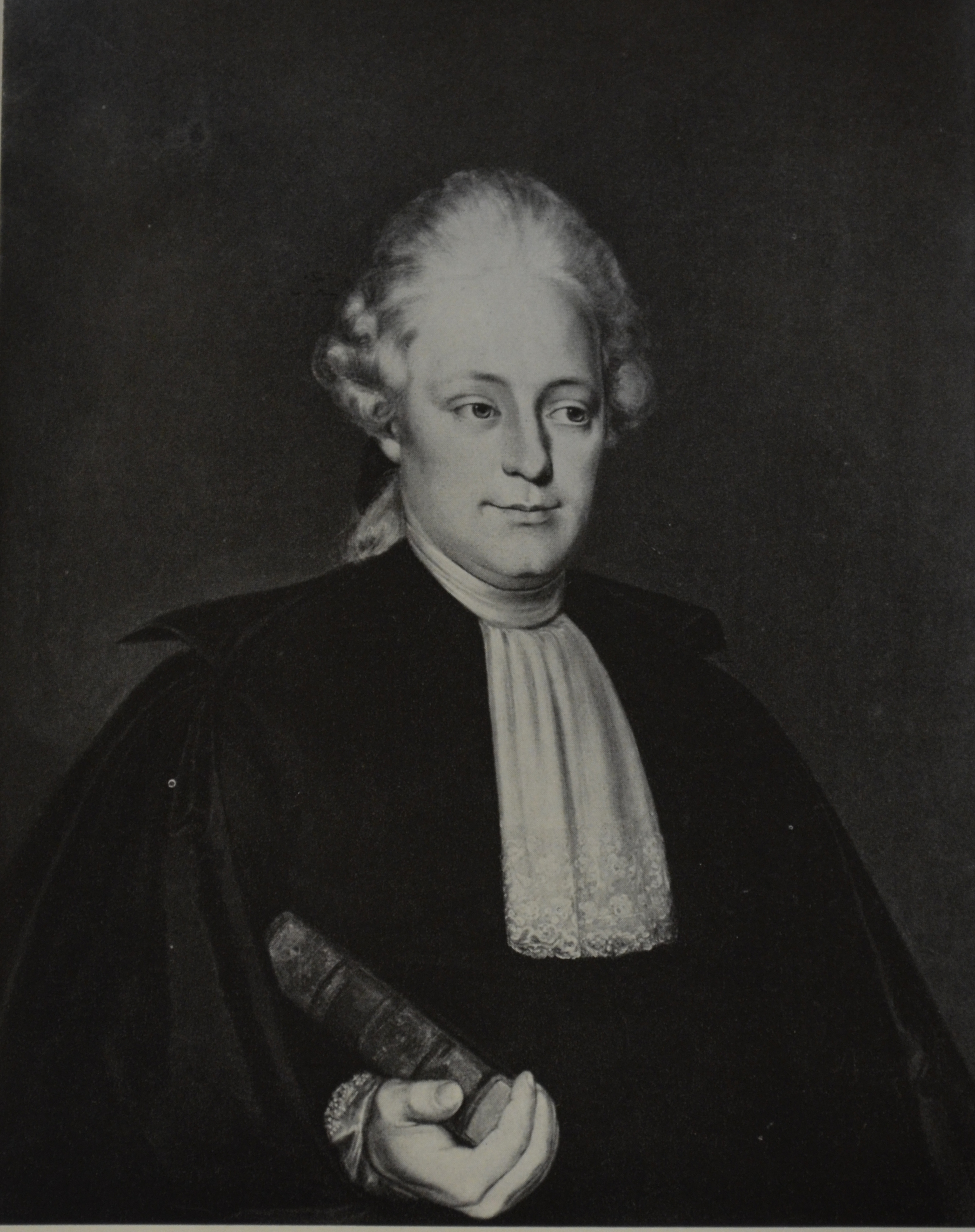
Carl Georg Riedesel Freiherr zu Eisenbach

Carl Georg Riedesel zu Eisenbach (auch Karl) (* 21. November 1746 in Wetzlar; † 28. Januar 1819 in Stuttgart) – aus dem Eisenbacher Zweig der Freiherren Riedesel – war Parlamentspräsident und ab 1812, als Senior seines Geschlechts, Erbmarschall der hessischen Landgrafen.

## Familie

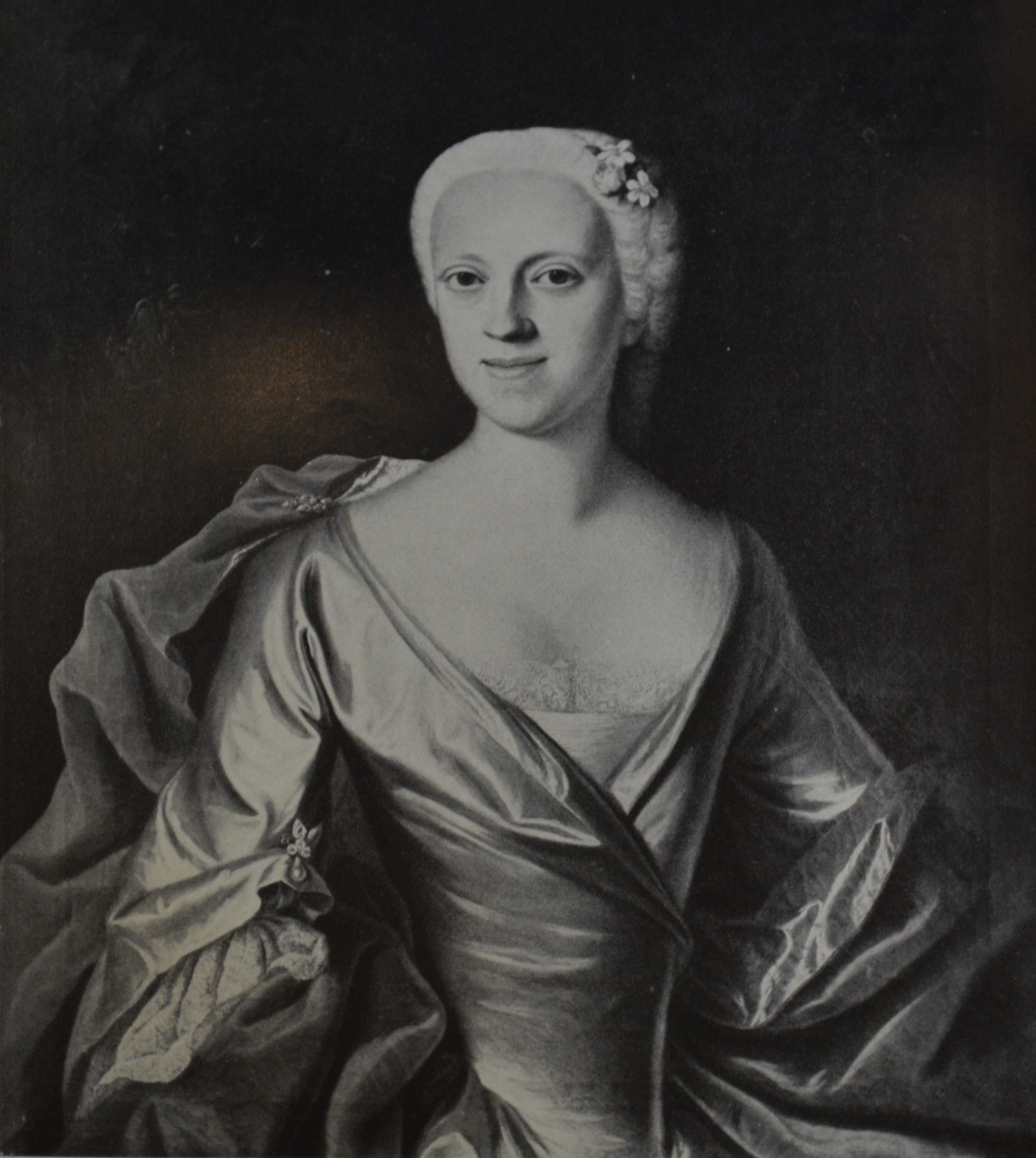
Caroline Luise von Seckendorf-Aberdar

Carl Georg war ein Sohn des Reichskammergerichtsassessors Johann Wilhelm Riedesel zu Eisenbach (1705–1782) und dessen erster Frau Sophie Hedwig geb. von Borcke (1705–1769). Er hatte vier Brüder: Wilhelm Hermann (1735–1764), Friedrich Adolf (1738–1800), Ludwig Volprecht (1740–1758) und Johann Conrad (1742–1812), der sein Vorgänger im Amt des hessischen Erbmarschalls werden sollte.
1778 heiratete er Caroline Luise von Seckendorf-Aberdar (1751–1805). Aus der Ehe gingen der Sohn Friedrich Franz August (1782–1853) und elf weitere Kinder hervor.

## Leben
Carl Georg Riedesel studierte wie sein Vater Rechtswissenschaften und trat nach dem Studium in württembergische Dienste. Er war Regierungsassessor in Stuttgart und dann Hofgerichtsassessor in Tübingen. 1774 gehörte er mit zu den Gründungsmitgliedern der Freimaurerloge „zu den 3 Cedern“ in Stuttgart. Ab dem 1. Oktober 1778 war er Assessor am Reichskammergericht. Mit dem Ende des Heiligen Römischen Reiches 1806 endete auch das Reichskammergericht und Riedesel kehrte zurück in württembergische Dienste, wo er den Titel eines Geheimrates erhielt.
Nach dem Tod seines Bruders Johann Conrad im Jahr 1812 gingen Amt und Titel des hessischen Erbmarschalls und die Aufgaben des Familienoberhauptes auf ihn über. Die Herrschaft Riedesel war 1806 mit der Rheinbundakte mediatisiert worden. Carl Georg Riedesel zu Eisenbach war damit nun Standesherr.
Kurfürst Wilhelm I. von Hessen-Kassel berief mit Patent vom 27. Dezember 1814 auf den 1. März 1815 einen kurhessischen Landtag ein. Diesem stand Carl Georg Riedesel als Erbmarschall vor. Er nahm das Mandat vom 1. März 1815 bis zum 2. Juli 1815 persönlich war. Vom 15. Februar 1816 bis zum 10. Mai 1816 ließ er sich durch Friedrich Wilhelm von Heywolff vertreten. Der Landtag weigerte sich, dem Kurfürsten in finanziellen Fragen entgegenzukommen, und wurde zunächst vertagt und dann mit Reskript vom 2. Mai 1816 aufgelöst.